# Monte Canin
Monte Canin (slovinsky Kanin) je hora na hranicích Slovinska a Itálie v pohoří Julské Alpy. Jako jediná na území pohoří se může pyšnit přítomností byť malého, ale skutečného ledovce (Ghiacciao del Canin). Na sever do Itálie spadá strmými stěnami, na slovinskou stranu se svažuje mírněji a přechází do takřka „měsíční“ náhorní planiny Kaninsky podi. Ze slovinské strany je dobře dostupný díky lanovce vedoucí z Bovce až na chatu Postaja podj. Ze severu z Itálie je výstup určen jen zkušeným vysokohorským turistům s kompletní výzbrojí (mačky, cepín, úvazky a přilba).

## Historie
Monte Canin je nejstarším pojmenovaným vrcholem Julských Alp. Již v roce 1070 je uváděn jako (latinsky Caninum qiu termitum versum Pletium) / Pletium – dnešní Bovec. Italsky znamená Monte Canin „Psí hora“, srozumitelnější je však překlad slovinského názvu – „Kamenná hora“.
K Caninu se také vztahuje část historie italského horolezectví. V roce 1883 vznikla Societa degli Alpinisti Triestini, o dva roky později přejmenovaná na Societa Alpina delle Giulie. Hlavním terénem tohoto spolku byla právě oblast Caninu (později přešel spolek do CAI jako jedna z jeho nejvýznamnějších sekcí).
Hora byla poprvé zdolána v roce 1841 Otto Sendnerem, v zimě ji poprvé překonal Julius Kugy (spolu s G. Bolaffiem, A. Oitzingerem a M. Filaferem).
Okolí Caninu rovněž sehrálo svou důležitou roli hned v prvních dnech 1. světové války. 23. května 1915 tehdy neutrální Itálie vyhlásila válku Rakousko-Uhersku. Vojsko zaujalo strategické pozice na Isonzu (Soča) pod Caninem, zatímco Rakušané obsadili vedle ležící vrchol Rombon a město Tolmin.

## Výchozí bod
Itálie

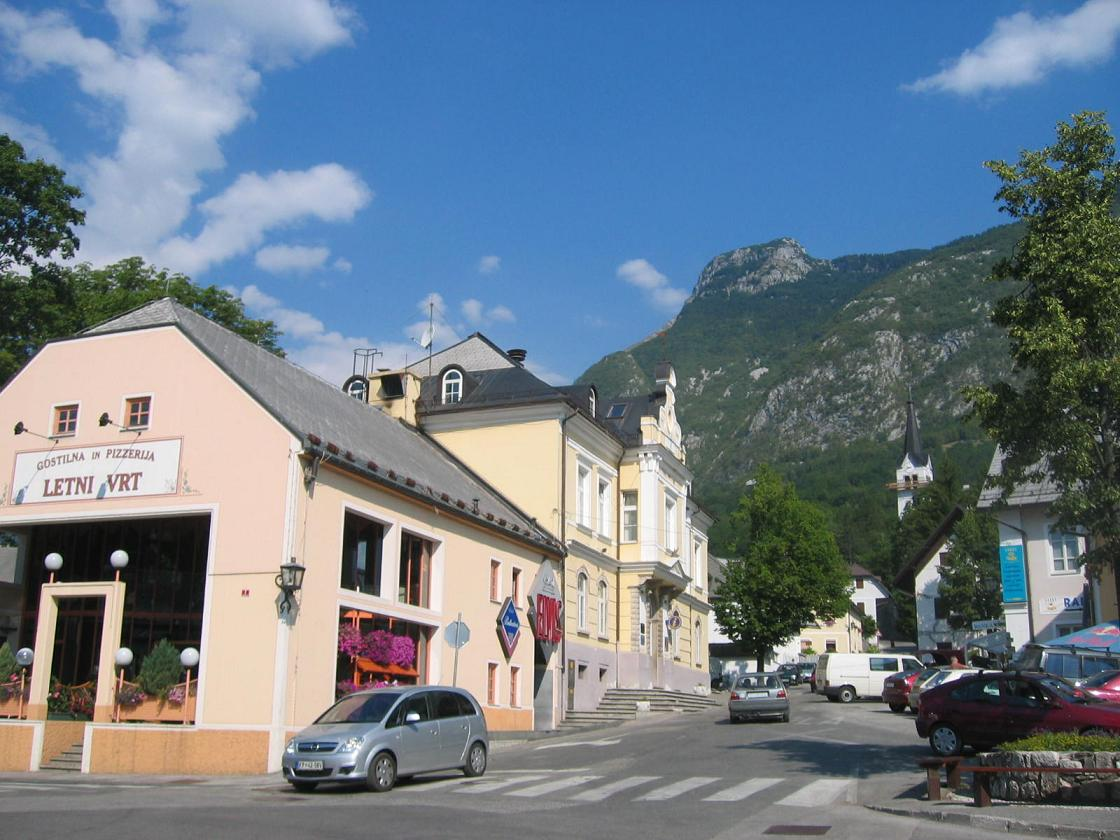
město Bovec

Zde je výchozím bodem výstupu silniční sedlo Sella Nevea (1 190 m). Je zde množství hotelů a penzionů, sloužících především v zimě (významné lyžařské středisko). Velké parkoviště přímo v sedle. Jako skutečný opěrný bod však slouží chata Rif. Celso Gilberti. Pěší výstup na chatu vede v blízkosti lanovky a trvá 2 hodiny.
Slovinsko
Hlavním výchozím bodem je malé městečko a sportovní středisko Bovec (483 m) položené pod úpatím Velikého vrchu (Rombon) v Bovšské kotlině na řece Soča. K samotnému nástupu na túru na Monte Canin však musíme vyjet na horní stanici lanovky (start v místní části Dvor, cca 1km od centra). Horní stanice leží pod vrcholem Prestreljnik ve výšce 2 200 m. V provozu je od 8-16 hod., doba jízdy 40 minut, převýšení 1 800 metrů. Lanovka je dlouhodobě mimo provoz. Skončila ji životnost. Nemá povolení k dalšímu provozu. V plánu je její modernizace.

## Výstupové cesty
Itálie
Z chaty Gilberti vede značená stezka do sedla Sella Bila Pec odkud míří směrem k ledovci ležícího pod severní stěnou hory Monte Canin. Ledová plocha je sice rozlohou neveliká a bez trhlin, přesto je výstup hodně prudký a většinou vyžaduje použití ledovcové výzbroje. Na konci ledovce (překonání horního odtrhu) začíná zajištěná cesta Via ferrata Julia al Canin (také Via Divisione Julia). Je velmi kvalitně zajištěna ocelovými lany a kramlemi. Vede po linii 350 metrů vysoké stěny až na hraniční hřeben. V závěru mohou situaci zkomplikovat sněhové římsy. Obtížnost cesty je C. Sestup vede stejnou cestou. Délka : Rif. Gilberti – Monte Canin (2,5 hod.) – sestup (2 hod.) Celkem 4 až 5 hodin.
Slovinsko
Po značeném chodníku od horní stanice lanovky dojdeme k útvaru zvaném Okno Prestreljniku (do okna možno vstoupit). Dále vpravo a pod stěnou Hudi Vršič dojdeme k rozcestí. Cesta jde opět doprava a postupuje až pod výrazný žleb mířící na hřeben (Kaninska škrbina). Stezka je dále vedena po úzkém vrcholovém hřebeni. Za nedlouho končí u kříže na vrcholu. Délka : Horní stanice lanovky - Monte Canin (2,30 hod.) – sestup (2 hod.) Celkem 4,30 hod. Tato varianta výstupu je jednodušší než z italské strany.

## Chaty
- Rifugio Celso Gilberti (1 850 m)

Postavena v roce 1934. Vlastníkem je CAI. Nabízí 40 lůžek v chatě a 6 ve winterraumu. Otevřená je od června do konce září a od února do května.
- Bivak Marussich (2 041 m)

Bivak Marussich je vlastně plechová bouda pro 9 lidí. Jsou zde i menší zásoby potravin. Nachází se na severozápadním hřebeni Monte Caninu v sedle Sella di Brubia pod vrcholem Picco di Carnizza. Od chaty Gilberti je vzdálený 2 hod. Na vrchol Canin cca 2,5 hod.
- Dom Petra Skalarja na Kaninu (2 260 m) – Nachází se v sedle Konjsko sedlo na jižní, slovinské straně masivu. První chata pochází z roku 1894 jako Gozerhütte (DÖAV). Po první světové válce ji převzal CAI - Rifugio Timens Fauro. Chata má kapacitu 82 lůžek, je otevřena pouze v létě. V roce 1986 byl v blízkosti objeven vchod do jeskyně Skalarjevo Brezno (hloubka 911 m, délka 320 m). Chata je momentálně (léto 2019 zavřená). Lze ověřit na oficiálních stránkách slovinského horolezeckého svazu.

## Mapy
- Freytag a Berndt č. WK 141 (Julische Alpen) – 1:50 000
- Tabacco č. 019 (Alpi Giulie Occidentali) – 1:25 000